# 野田城大橋
野田城大橋（のだじょうおおはし）は、愛知県新城市野田と同市一鍬田を結ぶ、豊川に架かる愛知県道392号新城引佐線の橋である。

## 概要
総事業費が約48億円（橋工事費32億円）、平成2年度に取付道路の用地買収に着手。2005年（平成17年）3月27日にアーチクラウンが載り全体ができあがった。関連工事の供用延長が1,190 mで、橋長が350 m。2006年（平成18年）3月27日に、野田城線架橋促進期成同盟会（会長：新城市長）による開通記念式典が現地で開催され、同日午後3時に供用が開始された。新城市内の幹線道路である国道151号と国道301号とが最短ルートで結ばれ、豊川により分断されていた地域のネットワーク強化が図られた。桜淵県立自然公園区域内にあり、新城市による河川敷の公園整備計画があり、景観を考慮してニールセンローゼ橋が採用された。『牟呂松原頭首工から野田城大橋を望む』が、美しい愛知づくり景観資源（景観資源600選）の一つに選定された。上流側には国道301号の新城橋、下流側には牟呂松原頭首工（海倉橋）がある。

## 諸元
- 管理者：愛知県
- 設計者：パシフィックコンサルタンツ[3]
- 施工者：トピー工業[3]
- 工事費：32億円
- 供用：2006年（平成18年）3月27日
- 延長：350.0 m
- 幅員：15 m（歩道3.0＋歩車道境界0.5＋路肩0.75＋車道3.25×2＋路肩0.75＋歩車道境界0.5＋歩道3.0）
- 形式：下路式ニールセンローゼ橋[4]（2連）＋4径間連続鋼鈑桁橋[2]
- 素材：鋼（SM520、SM490Y、SM400、SS400）[3]、ケーブル材料:NEW-PWS（東京製綱製）[8]、鋼重：1,163 t[4]
- 塗料：下塗（無機ジンクリッチペイント、エポキシ樹脂塗料下塗）、フッ素樹脂塗料用中塗、フッ素樹脂塗料上塗（日本ペイント製）[3]

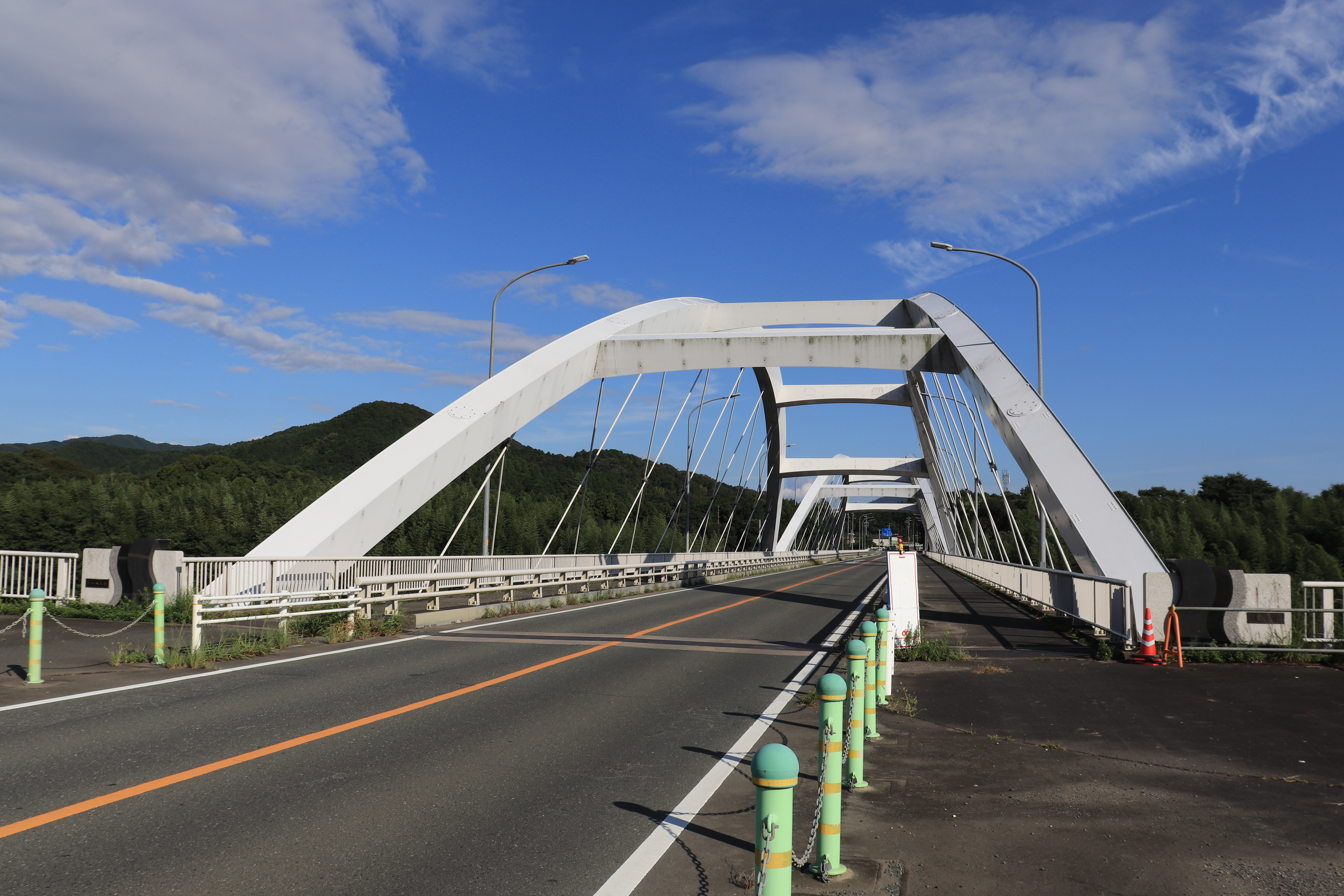
片側1車線の車道、両側に歩道
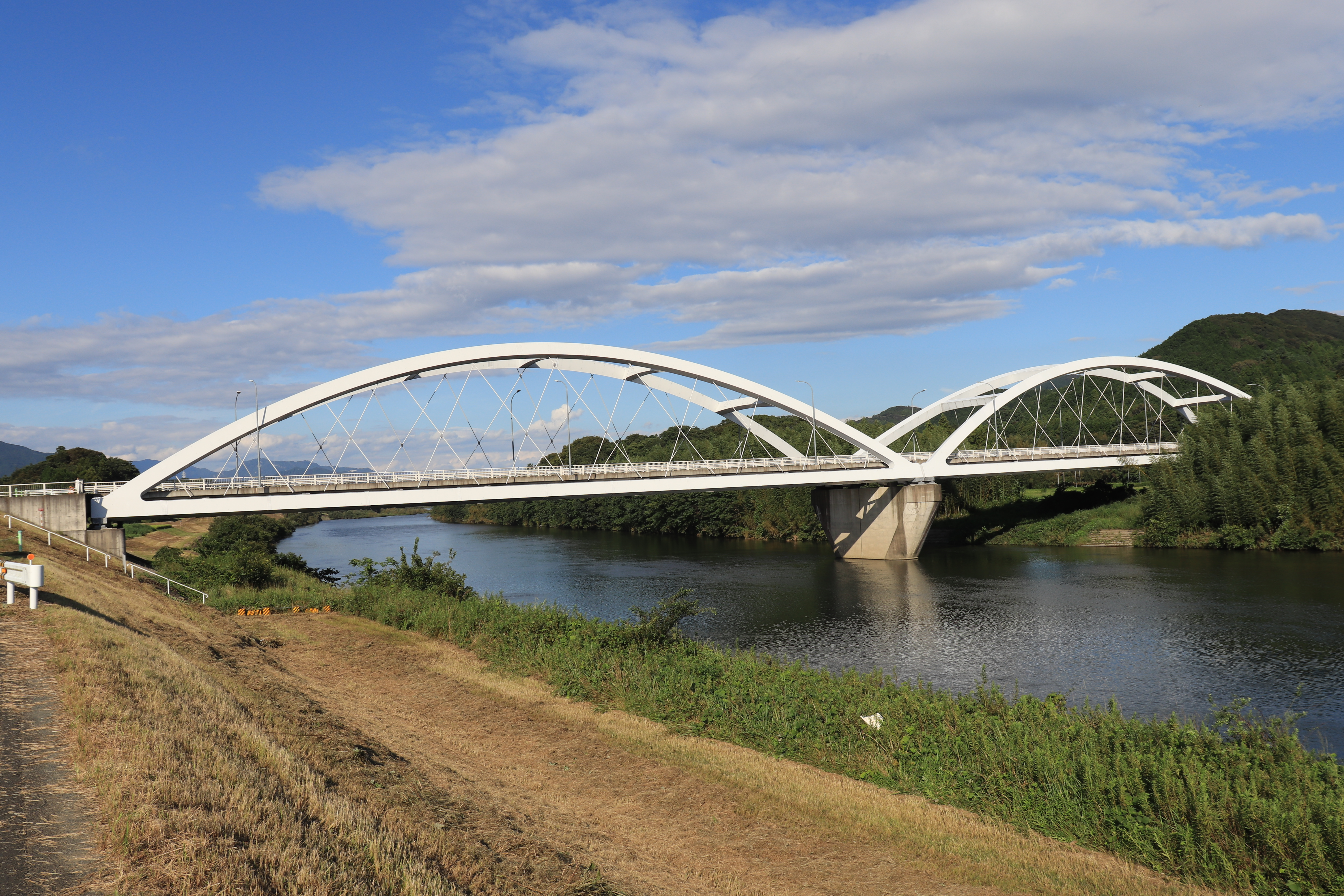
右岸下流側から望む2連の下路式ニールセンローゼ橋

## 周辺
- 野田城 (三河国)
- 野田城駅
- 横浜ゴム（新城工場）
- 吉祥山

## 野田城橋からの風景

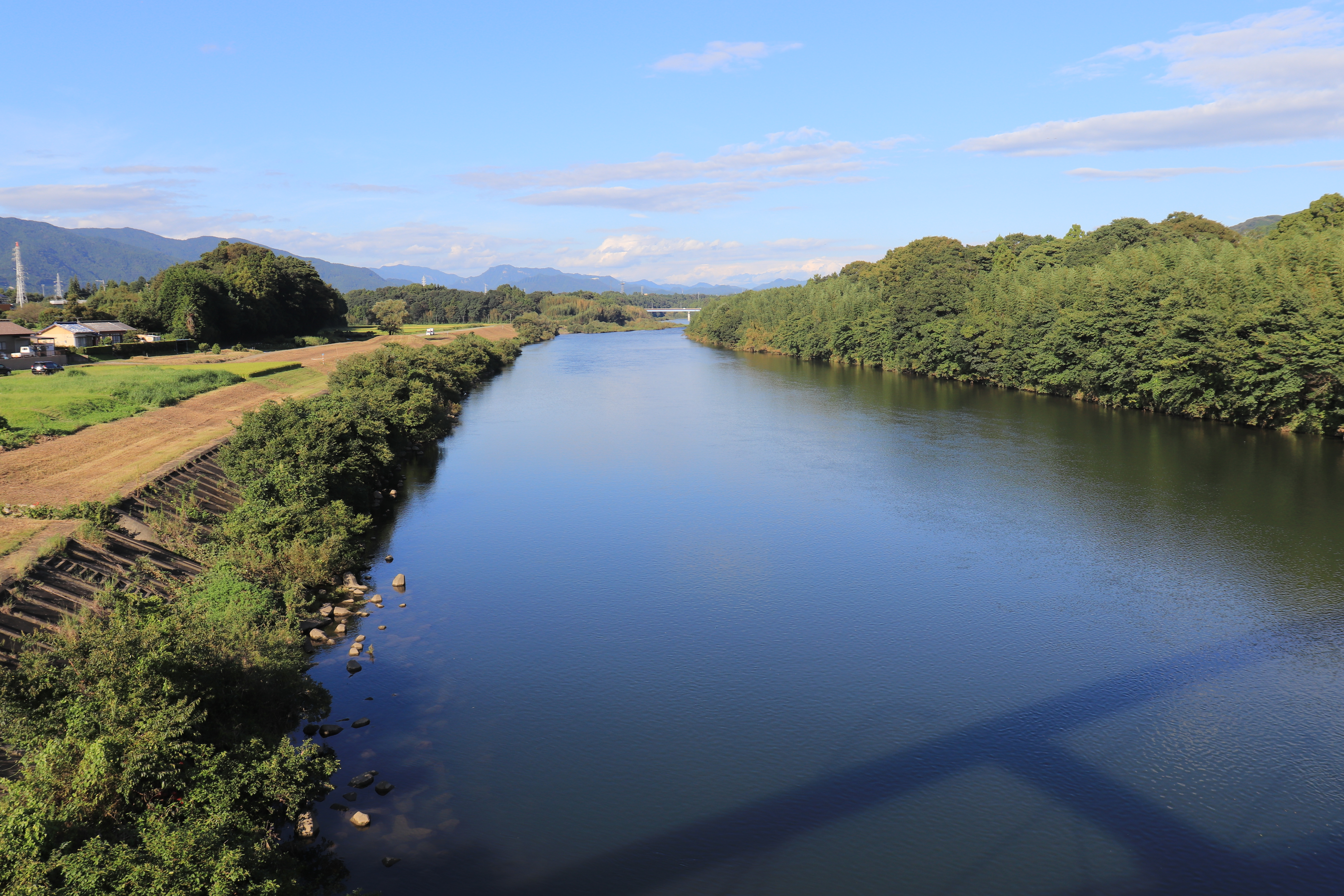
上流側の豊川、中央奥に国道301号の新城橋
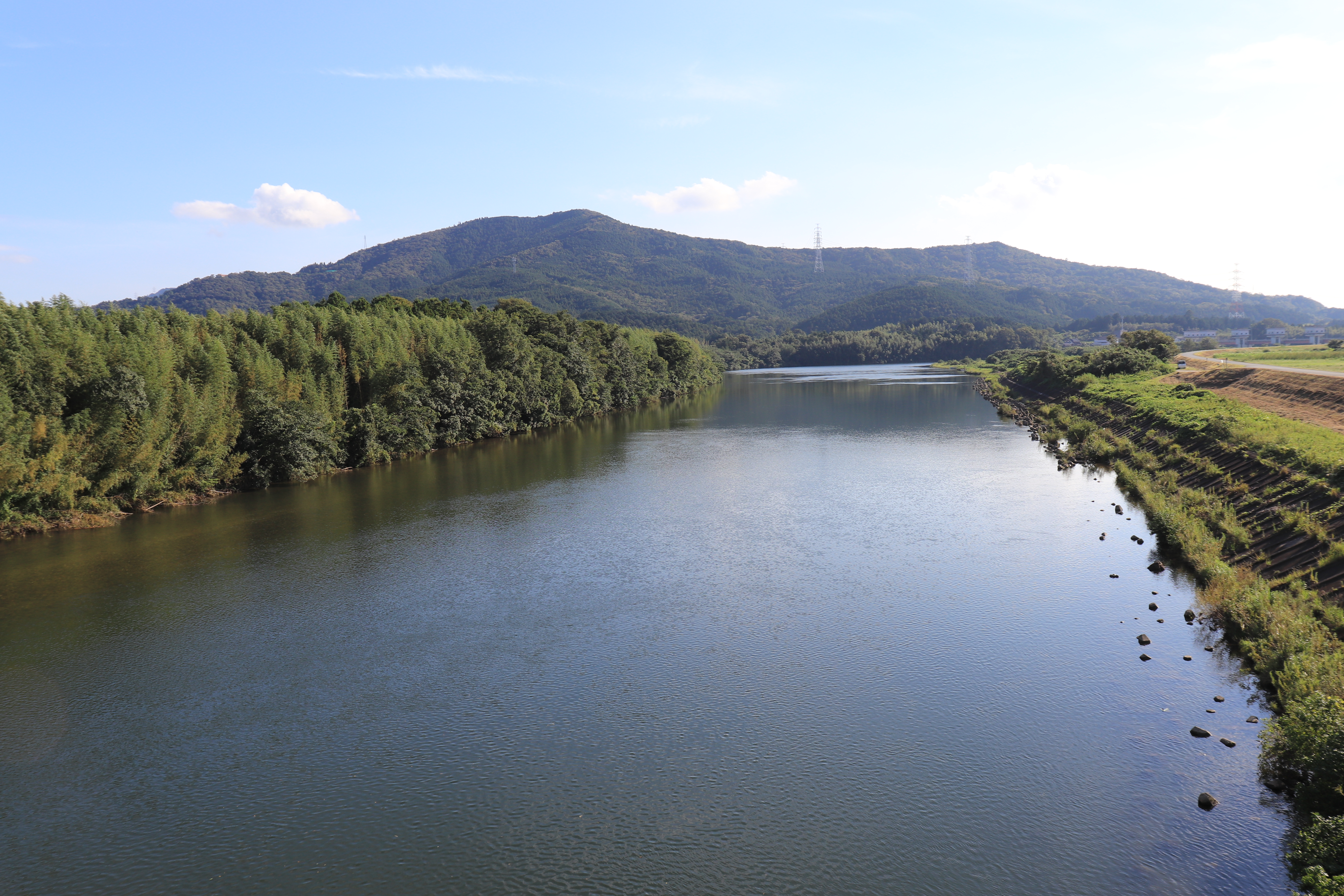
下流側の豊川と吉祥山、右奥に牟呂松原頭首工